# Hinrichsdorf
Hinrichsdorf ist ein Ortsteil von Rostock und gehört zum Stadtbereich Rostock-Ost.

## Lage
Hinrichsdorf besteht aus dem Altort Hinrichsdorf und dem 1,5 km entfernten Neu-Hinrichsdorf. Ein großer Teil der Fläche des Ortsteils wird durch Gewerbegebiete belegt. Im Westen schließt sich an den zu Hinrichsdorf gehörenden Wald „Swienskuhlen“ das Gelände des Kraftwerks Rostock an. Nördliche Grenze sind das Tanklager Peez und das Gewerbegebiet Nienhagen. Im Osten schließt sich das nicht zu Rostock gehörende Goorstorf an, südliche Grenze ist die Autobahn mit dem dahinter liegenden Stadtteil Dierkow.

## Größe
Mit 3,5 km² und nur gut 200 Einwohnern ist der Ortsteil für Rostock stark unterdurchschnittlich besiedelt. Die Höhe liegt zwischen 2 m und 5 m ü. NHN.

## Geschichte
Wie für viele Orte in der Gegend um Rostock gibt es Belege für eine Existenz bereits Anfang des 14. Jahrhunderts, weshalb eine Entstehung im 13. Jahrhundert angenommen werden kann. Der dänische König Erich VI. Menved verlieh dem Ritter Johann Moltke den Ort, neben weiteren Orten in diesem Gebiet, u. a. Krummendorf und Toitenwinkel. Am 1. Juli 1950 wurde die bis dahin eigenständige Gemeinde Nienhagen bei Bentwisch eingegliedert. Am 1. Januar 1960 erfolgte die Eingemeindung nach Rostock. Jahrhundertelang bis weit in die Neuzeit war ausschließlich die Land- und Forstwirtschaft prägend und der dörfliche Charakter Hinrichsdorfs blieb erhalten. Ende des 20. Jahrhunderts nahm die wirtschaftliche Entwicklung einen sprunghaften Aufschwung.

## Wirtschaft
Der 1960 eröffnete nahe Seehafen Rostock mit Bahnanschluss und die Autobahn 19 machen Hinrichsdorf zu einem Standort für die Logistikbranche sowie für Industrie- und Gewerbebetriebe. In mehreren nach 1990 entstandenen Gewerbegebieten haben sich Betriebe der Lebensmittelindustrie mit einem Fleisch- und einem Fischverarbeitungswerk, Betriebe des Groß- und Einzelhandels oder der Abfallbehandlung angesiedelt. Ein Industrieunternehmen des Windkraftanlagenbaus befindet sich ebenfalls zum Teil im Gebiet von Hinrichsdorf. Vertreten sind das Kraftfahrzeuggewerbe, die Gastronomie und Unterhaltungswirtschaft. Auch heute bestehen noch ein Ackerbau-, Gemüseanbau-, Weideflächen und ein Waldgebiet.

## Verkehr
Hinrichsdorf ist über die Autobahn 19, Anschlussstelle Rostock-Nord, zu erreichen. Durch das Gebiet führt die Landesstraße 22, welche abschnittsweise vierspurig ausgebaut ist. Gute Straßenverbindungen bestehen so nach Dierkow, zu den Gewerbegebieten und Industriestandorten von Nienhagen, dem Seehafen Rostock und zum Tanklager Peez.
Ende der 1930er Jahre war der Bau einer Eisenbahnlinie vom Stadthafen Rostock über Dierkow in Richtung Norden begonnen worden. Die dürftige Quellenlage weist Markgrafenheide als Endpunkt aus. Das Projekt wurde nicht vollendet. Hinrichsdorf wäre von dieser Bahnlinie berührt worden.
Hinrichsdorf ist in das städtische Busliniennetz eingebunden.

## Bemerkenswertes
- Am südlichen Rand von Hinrichsdorf befindet sich eine historische Erdholländer-Windmühle.
- Parallel zur Autobahn verläuft die 380 kV-Leitung vom Kraftwerk Rostock zur Schaltanlage Bentwisch. Die Leitung wurde gleichzeitig mit dem Kraftwerk am 20. September 1994 in Betrieb genommen.